# 詹姆士·沃克
詹姆士·沃克（James Joseph Wolk，1985年3月22日—）是美國的一位演員。他出生在密歇根州法明頓山，母親是一位美術教師，父親經營一家鞋店。沃克畢業於密歇根大學。

## 電視劇
- 2012年電視劇《政壇野獸》

## 電影
2008年《叫我第1名》